# Патрик ван Анхолт
Патрик ван Аанхолт (на нидерландски: Patrick van Aanholt) е нидерландски футболист. Справя се добре вляво и в центъра на защитата. 
Той започва професионалната си кариера в Челси. Докато играе там е отдаван под наем в пет други клуба. Той се присъедини към Съндърланд за около 1,5 милиона паунда през 2014 г., през януари 2017 г.  е прехвърлен в Кристъл Палас срещу хонорар, който стига до 14 милиона британски лири.
Ван Анхолт играе за Нидерландия на многобройни младежки турнири, преди да направи първият си международен дебют през 2013 г. Той играе на УЕФА Евро 2020. На 28 юли 2021 г. Галатасарай обяви подписването на тригодишен безплатен трансферен договор с Ван Анхолт. 

## Детство
Ван Анхолт е роден в Хертогенбош, а родителите му са от Кюрасао. Той е братовчед на холандския национал Лирой Фер.

## Кариера като национален състезател
На 19 ноември 2013 г. Ван Анхолт участва в приятелски мач между Нидерландия и Колумбия, който завършва при резултат 0:0 на Амстердам Арена.
През септември 2017 г. Ван Аанхолт е поканен за приятелска среща между Кюрасао и Катар, но не взема участие. 
Тъй като всичките му международни изяви за Холандия са само в приятелски мачове, той все още има право да участва за националния отбор на Кюрасао.
Той беше включен в първия титулярен състав на Роналд Куман, когато Нидерландия се изправя срещу Англия на 23 март 2018 г. в приятелски международен мач.